# Мейбом, Арман
Арман Мейбом (фр. Herman Meyboom; 23 августа 1889, Сурабая, Индонезия — ?) — бельгийский ватерполист и пловец, призёр летних Олимпийских игр.
Мейбом дважды входил в Олимпийскую сборную Бельгии, которая стала серебряным призёром Игр 1908 в Лондоне и бронзовым Олимпиады 1912 в Стокгольме. Также, на обоих соревнованиях Мейбом участвовал в плавании на 100 м вольным стилем, но оба раза останавливался на первом раунде.
9 ноября 1910 года в Схарбеке установил мировой рекорд на дистанции 400 м на спине (6 минут 46 секунд) при длине бассейна 25,2 м. Становился чемпионом Бельгии на дистанции 100 м вольным стилем (1908, 1909, 1913, разделил с Жозефом Клюдтсом) и 200 м вольным стилем (1908).
Выступал за клуб «Серкль Натасьон де Брюссель» (фр. Cercle de Natation de Bruxelles), выигравший чемпионат Бельгии в 1909, 1913—1914 годах.